# Corynoptera spungisi
Corynoptera spungisi är en tvåvingeart som beskrevs av Werner Mohrig och Nina Krivosheina 1985. Corynoptera spungisi ingår i släktet Corynoptera och familjen sorgmyggor. Inga underarter finns listade i Catalogue of Life.